# .st
.st là tên miền Quốc gia cấp cao nhất (ccTLD) của São Tomé và Príncipe. Ngoài việc sử dụng trong nước, nó còn được quảng bá trên toàn cầu với nhiều chữ viết tắt trong đó có cả "street" (đường phố).

## Các tên miền cấp 2
Có thể đăng ký trực tiếp ở cấp 2, nhưng cũng có thể đăng ký ở cấp 3 dưới một số tên sau:
- gov.st: Chính phủ São Tomé và Príncipe
- saotome.st: Đảo São Tomé
- principe.st: Đảo Principe
- consulado.st: lãnh sự São Tomé và Príncipe
- embaixada.st: đại sứ quán São Tomé and Príncipe
- org.st, edHoa Kỳt, net.st, com.st, store.st

## Các cách sử dụng khác
Tên miền.st đang được quảng bá cho tên miền sử dụng chung, với một số ý nghĩa bao gồm viết tắt của "street" (đường phố).
Bang Styria, ở Áo, dùng ST như tên viết tắt phổ biến nhưng không chính thức. Do đó, tên mở rộng.st được dùng bởi một số công ty nhỏ ở Styria, dù tên miền của Áo là .at.